# José Moscardó
 (janvier 2023).
Si vous disposez d'ouvrages ou d'articles de référence ou si vous connaissez des sites web de qualité traitant du thème abordé ici, merci de compléter l'article en donnant les références utiles à sa vérifiabilité et en les liant à la section « Notes et références ».
José Moscardó Ituarte, né à Madrid le 26 octobre 1878 et mort dans cette même ville le 12 avril 1956, est un militaire espagnol, connu pour sa défense de l'Alcazar de Tolède assiégé en 1936, au début de la guerre d'Espagne.

## Biographie
José Moscardó commence ses études à l'Académie d'infanterie de Tolède en 1896.
José Moscardó participe aux guerres coloniales que mène l'Espagne aux Philippines (1897 et 1898) et au Maroc, et atteint le grade de colonel. En avril 1931, à la suite de la réforme militaire de Manuel Azaña, il est rétrogradé au rang de lieutenant-colonel, avant de se voir réintégré dans son grade en 1934, après la victoire de la droite aux élections législatives de 1933. En 1936, au déclenchement de la guerre civile, il commande l'Académie militaire d'Infanterie, de Cavalerie et d'Intendance  de Tolède.
Il rejoint le camp des rebelles et soutient le soulèvement du 18 juillet 1936, et prend le commandement de l'Alcazar, encerclé par les troupes républicaines. Le siège dure deux mois, aux termes desquels les troupes de Franco entrent dans Tolède et délivrent les assiégés. La résistance de Moscardó est exploitée par la propagande franquiste.
Après la fin de la Guerre civile, il est nommé à la tête de la Maison militaire du nouveau chef d'État. Capitaine général de Catalogne de 1943 à 1945, il reçoit en 1948 le titre de Comte de l'Alcazar de Tolède, et est fait Grand d'Espagne. Il est également président du Comité olympique espagnol de 1941 à sa mort. Il est promu post mortem capitaine général de l'armée en 1956.

## Famille
Marié en 1906, José Moscardó eut cinq fils. L'un d'entre eux, Luis, a été fusillé par les Républicains un mois après que son père eut refusé d'abandonner l'Alcazar. Ayant Luis au téléphone, le colonel Moscardo lui recommanda de « s'en remettre à Dieu si le cas devait se présenter et de crier fort « Vive l'Espagne ! » » Cet épisode contesté à tort par le journaliste Herbert Matthews, a été confirmé par l'historien Hugh Thomas.

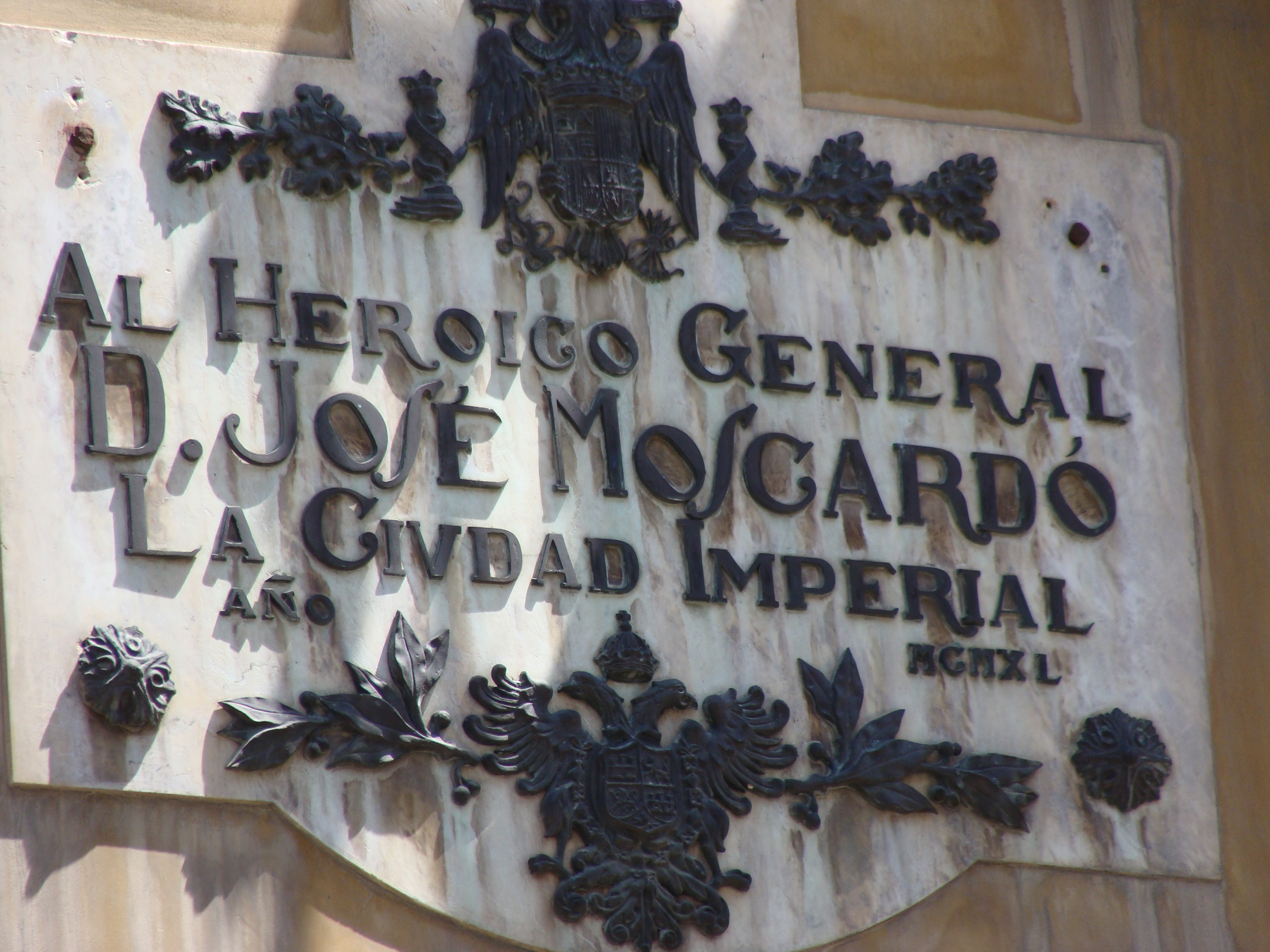
Hommage de la ville de Tolède au défenseur de l'Alcazar, 1941. Cette plaque a été retirée.
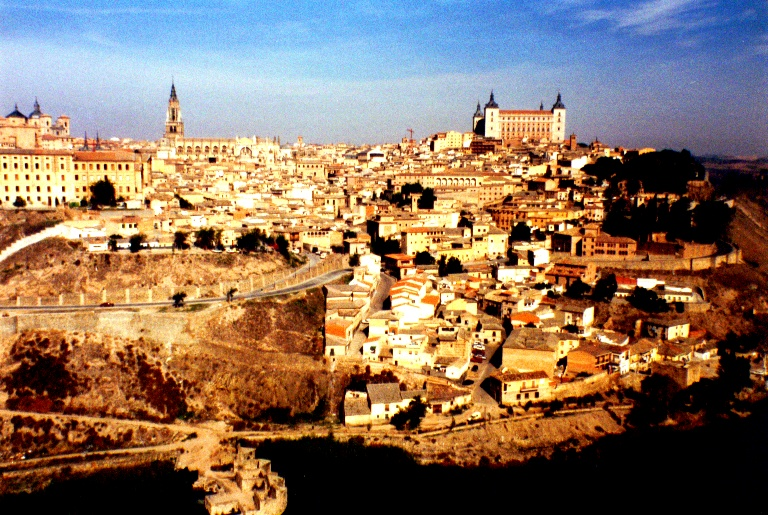
Cité de Tolède : en haut à droite, dominant la ville, l'Alcázar, forteresse dans laquelle les forces commandées par Moscardó résistèrent à un siège de 70 jours